# Paul Hanley
Paul Hanley (Melbourne, 12 novembre 1977) è un ex tennista australiano.

## Carriera
Hanley è un giocatore specializzato nel doppio, che da ultimo ha fatto coppia con Jamie Murray, dopo aver gareggiato insieme a Lukáš Dlouhý, Wayne Arthurs, Kevin Ullyett e Simon Aspelin.
Nei tornei del Grande Slam nel doppio maschile si è sempre dovuto fermare in semifinale, la prima nel 2003 all'Open di Francia e l'ultima (la sesta) nel 2007 agli US Open.
Nel doppio misto invece ha superato lo scoglio della semifinale infatti al Torneo di Wimbledon 2005 è arrivato in finale, in coppia con Tetjana Perebyjnis, ma sono stati sconfitti da Mary Pierce e Mahesh Bhupathi.
Raggiunge nuovamente la finale di un torneo dello Slam agli Australian Open 2011 nel doppio misto insieme a Chan Yung-jan ma, ancora una volta, non riesce a conquistare il titolo e viene sconfitto dalla coppia formata da Katarina Srebotnik e Daniel Nestor.
Dal 2006 Hanley ha fatto parte della selezione in Coppa Davis ottenendo su 6 partite 3 vittorie e 3 sconfitte.

Nel novembre 2006 ha raggiunto la sua più alta posizione in classifica nel doppio arrivando fino alla quinta posizione.

## Statistiche

### Doppio

#### Vittorie (26)
| Legenda                                                |
| Grande Slam (0)                                        |
| Tennis Masters Cup / ATP World Tour Finals (0)         |
| ATP Masters Series / ATP Masters 1000 (3)              |
| ATP International Series Gold / ATP World Tour 500 (6) |
| ATP International Series / ATP World Tour 250 (17)     |

| Titoli per superficie |
| Cemento (16)          |
| Terra rossa (7)       |
| Erba (2)              |
| Sintetico (1)         |

| Numero | Data              | Torneo                                            | Superficie  | Compagno         | Avversari in finale             | Punteggio           |
| 1.     | 30 luglio 2001    | Orange Prokom Open, Sopot                         | Terra rossa | Nathan Healey    | Irakli Labadze Attila Sávolt    | 7–6(10), 6–2        |
| 2.     | 13 gennaio 2003   | Medibank International, Sydney (1)                | Cemento     | Nathan Healey    | Mahesh Bhupathi Joshua Eagle    | 7–6(3), 6–4         |
| 3.     | 24 febbraio 2003  | ABN AMRO World Tennis Tournament, Rotterdam (1)   | Cemento (i) | Wayne Arthurs    | Roger Federer Maks Mirny        | 7–6(4), 6–2         |
| 4.     | 12 maggio 2003    | Internazionali d'Italia, Roma                     | Terra rossa | Wayne Arthurs    | Michaël Llodra Fabrice Santoro  | 7–5, 7–6(5)         |
| 5.     | 29 settembre 2003 | Kingfisher Airlines Tennis Open, Shanghai         | Cemento     | Wayne Arthurs    | Shao Xuan Zeng Ben-Qiang Zhu    | 6–2, 6–4            |
| 6.     | 3 novembre 2003   | Paris Masters, Parigi                             | Sintetico   | Wayne Arthurs    | Michaël Llodra Fabrice Santoro  | 6–3, 1–6, 6–3       |
| 7.     | 23 febbraio 2004  | ABN AMRO World Tennis Tournament, Rotterdam (2)   | Cemento (i) | Radek Štěpánek   | Jonathan Erlich Andy Ram        | 5–7, 7–6(5), 7–5    |
| 8.     | 21 giugno 2004    | Nottingham Open, Nottingham                       | Erba        | Todd Woodbridge  | Rick Leach Brian MacPhie        | 6–4, 6–3            |
| 9.     | 14 febbraio 2005  | SAP Open, San Jose                                | Cemento (i) | Wayne Arthurs    | Yves Allegro Michael Kohlmann   | 7–6(4), 6–4         |
| 10.    | 23 maggio 2005    | Hypo Group Tennis International, Sankt Pölten (1) | Terra rossa | Lucas Arnold Ker | Martin Damm Mariano Hood        | 6–3, 6–4            |
| 11.    | 25 luglio 2005    | RCA Championships, Indianapolis                   | Cemento     | Graydon Oliver   | Simon Aspelin Todd Perry        | 6–2, 3–1, ret.      |
| 12.    | 3 ottobre 2005    | Thailand Open, Bangkok                            | Cemento (i) | Leander Paes     | Jonathan Erlich Andy Ram        | 7–6(5), 6–1, 6–2    |
| 13.    | 17 ottobre 2005   | Stockholm Open, Stoccolma (1)                     | Cemento (i) | Wayne Arthurs    | Leander Paes Nenad Zimonjić     | 5–3, 5–3            |
| 14.    | 27 febbraio 2006  | ABN AMRO World Tennis Tournament, Rotterdam (3)   | Cemento (i) | Kevin Ullyett    | Jonathan Erlich Andy Ram        | 7–6(4), 7–6(2)      |
| 15.    | 6 marzo 2006      | Dubai Tennis Championships, Dubai (1)             | Cemento     | Kevin Ullyett    | Mark Knowles Daniel Nestor      | 1–6, 6–2, [10-1]    |
| 16.    | 22 maggio 2006    | Hamburg Masters, Amburgo (1)                      | Terra rossa | Kevin Ullyett    | Mark Knowles Daniel Nestor      | 4–6, 7–6(5), [10-4] |
| 17.    | 29 maggio 2006    | Hypo Group Tennis International, Pörtschach (2)   | Terra rossa | Jim Thomas       | Oliver Marach Cyril Suk         | 6–3, 4–6, [10-5]    |
| 18.    | 19 giugno 2006    | Queen's Club Championships, Londra                | Erba        | Kevin Ullyett    | Jonas Björkman Maks Mirny       | 6–4, 7–6(5)         |
| 19.    | 16 ottobre 2006   | Stockholm Open, Stoccolma (2)                     | Cemento (i) | Kevin Ullyett    | Olivier Rochus Kristof Vliegen  | 7–6(2), 6–4         |
| 20.    | 15 gennaio 2007   | Medibank International, Sydney (2)                | Cemento     | Kevin Ullyett    | Mark Knowles Daniel Nestor      | 6–4, 6(3)–7, [10-6] |
| 21.    | 1º marzo 2008     | PBZ Zagreb Indoors, Zagabria                      | Cemento (i) | Jordan Kerr      | Christopher Kas Rogier Wassen   | 6–3, 3–6, [10-8]    |
| 22.    | 26 luglio 2009    | International German Open, Amburgo (2)            | Terra rossa | Simon Aspelin    | Marcelo Melo Filip Polášek      | 6–3, 6–3            |
| 23.    | 27 febbraio 2010  | Dubai Tennis Championships, Dubai (2)             | Cemento     | Simon Aspelin    | Lukáš Dlouhý Leander Paes       | 6–2, 6–3            |
| 24.    | 9 gennaio 2011    | Brisbane International, Brisbane                  | Cemento     | Lukáš Dlouhý     | Robert Lindstedt Horia Tecău    | 6–4, ret.           |
| 25.    | 15 gennaio 2011   | Medibank International, Sydney (3)                | Cemento     | Lukáš Dlouhý     | Bob Bryan Mike Bryan            | 6(6)–7, 6–3, [10–5] |
| 26.    | 15 aprile 2012    | Grand Prix Hassan II, Casablanca                  | Terra rossa | Dustin Brown     | Daniele Bracciali Fabio Fognini | 7-5, 6-3            |

#### Finali perse (25)
| Legenda                                                |
| Grande Slam (0)                                        |
| Tennis Masters Cup / ATP World Tour Finals (0)         |
| ATP Masters Series / ATP Masters 1000 (6)              |
| ATP International Series Gold / ATP World Tour 500 (2) |
| ATP International Series / ATP World Tour 250 (17)     |

| Numero | Data              | Torneo                                      | Superficie  | Compagno        | Avversari in finale                     | Punteggio            |
| 1.     | 25 giugno 2001    | Nottingham Open, Nottingham                 | Erba        | Mark Kratzmann  | Donald Johnson Jared Palmer             | 4-6, 2-6             |
| 2.     | 8 ottobre 2001    | Japan Open Tennis Championships, Tokyo      | Cemento     | Nathan Healey   | Rick Leach David Macpherson             | 5-7, 6(2)–7          |
| 3.     | 15 luglio 2002    | Swedish Open, Båstad                        | Terra rossa | Michael Hill    | Jonas Björkman Todd Woodbridge          | 6(6)–7, 4-6          |
| 4.     | 28 ottobre 2002   | Stockholm Open, Stoccolma (1)               | Cemento (i) | Wayne Arthurs   | Wayne Black Kevin Ullyett               | 4-6, 6-2, 6(4)–7     |
| 5.     | 4 agosto 2003     | Legg Mason Tennis Classic, Washington (1)   | Cemento     | Chris Haggard   | Evgenij Kafel'nikov Sargis Sargsian     | 5-7, 6-4, 2-6        |
| 6.     | 18 agosto 2003    | Cincinnati Masters, Cincinnati              | Cemento     | Wayne Arthurs   | Bob Bryan Mike Bryan                    | 6(3)–7, 4-6          |
| 7.     | 27 ottobre 2003   | Stockholm Open, Stoccolma (2)               | Cemento (i) | Wayne Arthurs   | Jonas Björkman Todd Woodbridge          | 3-6, 4-6             |
| 8.     | 10 maggio 2004    | Internazionali d'Italia, Roma               | Terra rossa | Wayne Arthurs   | Mahesh Bhupathi Maks Mirny              | 6-1, 4-6, 6(1)–7     |
| 9.     | 19 luglio 2004    | Countrywide Classic, Los Angeles            | Cemento     | Wayne Arthurs   | Bob Bryan Mike Bryan                    | 3-6, 6(6)–7          |
| 10.    | 1º novembre 2004  | Stockholm Open, Stoccolma (3)               | Cemento (i) | Wayne Arthurs   | Feliciano López Fernando Verdasco       | 4-6, 4-6             |
| 11.    | 28 febbraio 2005  | Tennis Channel Open, Scottsdale             | Cemento     | Wayne Arthurs   | Bob Bryan Mike Bryan                    | 5-7, 4-6             |
| 12.    | 21 marzo 2005     | Indian Wells Masters, Indian Wells          | Cemento     | Wayne Arthurs   | Mark Knowles Daniel Nestor              | 6(6)–7, 6(2)–7       |
| 13.    | 9 gennaio 2006    | ATP Adelaide, Adelaide                      | Cemento     | Kevin Ullyett   | Jonathan Erlich Andy Ram                | 6(4)–7, 6(10)–7      |
| 14.    | 7 agosto 2006     | Legg Mason Tennis Classic, Washington (2)   | Cemento     | Kevin Ullyett   | Bob Bryan Mike Bryan                    | 3-6, 7-5, [3-10]     |
| 15.    | 14 agosto 2006    | Canada Masters, Toronto                     | Cemento     | Kevin Ullyett   | Bob Bryan Mike Bryan                    | 5-7, 1-6             |
| 16.    | 21 maggio 2007    | Hamburg Masters, Amburgo                    | Terra rossa | Kevin Ullyett   | Bob Bryan Mike Bryan                    | 3-6, 6-3, [7-10]     |
| 17.    | 12 agosto 2007    | Canada Masters, Montréal                    | Cemento     | Kevin Ullyett   | Mahesh Bhupathi Pavel Vízner            | 4-6, 4-6             |
| 18.    | 11 aprile 2009    | Grand Prix Hassan II, Casablanca            | Terra rossa | Simon Aspelin   | Łukasz Kubot Oliver Marach              | 6(4)–7, 6-3, [6-10]  |
| 19.    | 25 ottobre 2009   | Stockholm Open, Stoccolma (4)               | Cemento (i) | Simon Aspelin   | Bruno Soares Kevin Ullyett              | 4-6, 6(4)–7          |
| 20.    | 14 febbraio 2010  | ABN AMRO World Tennis Tournament, Rotterdam | Cemento (i) | Simon Aspelin   | Daniel Nestor Nenad Zimonjić            | 4-6, 6-4, [7-10]     |
| 21.    | 5 febbraio 2012   | Open Sud de France, Montpellier             | Cemento     | Jamie Murray    | Édouard Roger-Vasselin Nicolas Mahut    | 4-6, 6(4)–7          |
| 22.    | 28 luglio 2012    | Bet-at-home Cup Kitzbühel, Kitzbühel        | Terra rossa | Dustin Brown    | František Čermák Julian Knowle          | 6(4)–7, 6-3, [10-12] |
| 23.    | 30 settembre 2012 | Thailand Open, Bangkok                      | Cemento     | Eric Butorac    | Danai Udomchoke Lu Yen-hsun             | 3-6, 4-6             |
| 24.    | 6 gennaio 2013    | Brisbane International, Brisbane            | Cemento     | Eric Butorac    | Tommy Robredo Marcelo Melo              | 6-4, 1-6, [5-10]     |
| 25.    | 23 febbraio 2014  | Open 13, Marsiglia                          | Cemento (i) | Jonathan Marray | Julien Benneteau Édouard Roger-Vasselin | 6-4, 6(6)–7, [11-13] |

### Doppio misto

#### Finali perse (2)
| Tornei del Grande Slam  |
| ----------------------- |
| Australian Open (1)     |
| Open di Francia (0)     |
| Torneo di Wimbledon (1) |
| US Open (0)             |

| Anno | Torneo                      | Superficie | Compagna           | Avversari in finale              | Punteggio        |
| 2005 | Torneo di Wimbledon, Londra | Erba       | Tetjana Perebyjnis | Mary Pierce Mahesh Bhupathi      | 4–6, 2–6         |
| 2011 | Australian Open, Melbourne  | Cemento    | Chan Yung-jan      | Katarina Srebotnik Daniel Nestor | 3–6, 6–3, [7–10] |

## Risultati in progressione

### Doppio
| Torneo                                          | Torneo                                          | 1997  | 1998  | 1999  | 2000  | 2001  | 2002  | 2003  | 2004  | 2005  | 2006  | 2007  | 2008  | 2009  | 2010  | 2011  | 2012  | 2013  | 2014  | Titoli | V-S   |
| Grande Slam                                     |                                                 |       |       |       |       |       |       |       |       |       |       |       |       |       |       |       |       |       |       |        |       |
| Australian Open, Melbourne                      | Australian Open, Melbourne                      | A     | A     | 1T    | 2T    | 2T    | 1T    | 1T    | 2T    | 2T    | SF    | SF    | 2T    | 3T    | 3T    | 1T    | 1T    | 3T    | 1T    | 0 / 16 | 19–16 |
| Roland Garros, Parigi                           | Roland Garros, Parigi                           | A     | A     | A     | A     | 2T    | QF    | SF    | 1T    | QF    | 2T    | 2T    | 2T    | 3T    | 1T    | 3T    | 2T    | A     | A     | 0 / 12 | 18–12 |
| Wimbledon, Londra                               | Wimbledon, Londra                               | A     | A     | A     | LQ    | 2T    | 1T    | QF    | SF    | 1T    | QF    | 2T    | 1T    | QF    | 2T    | 3T    | 1T    | 2T    | 1T    | 0 / 14 | 14–14 |
| US Open, New York                               | US Open, New York                               | A     | A     | A     | 2T    | 1T    | 2T    | QF    | 1T    | 3T    | SF    | SF    | 1T    | 1T    | QF    | 3T    | 2T    | 1T    | A     | 0 / 14 | 21–14 |
| Titoli                                          | Titoli                                          | 0 / 0 | 0 / 0 | 0 / 1 | 0 / 2 | 0 / 4 | 0 / 4 | 0 / 4 | 0 / 4 | 0 / 4 | 0 / 4 | 0 / 4 | 0 / 4 | 0 / 4 | 0 / 4 | 0 / 4 | 0 / 4 | 0 / 3 | 0 / 2 | 0 / 56 | N/A   |
| Vittorie-Sconfitte                              | Vittorie-Sconfitte                              | 0–0   | 0–0   | 0–1   | 2–2   | 3–4   | 4–4   | 10–4  | 5–4   | 5–4   | 12–4  | 10–4  | 2–4   | 7–4   | 6–4   | 6–4   | 2–4   | 3-3   | 0-2   | N/A    | 77–56 |
| Tennis Masters Cup / ATP World Tour Finals      |                                                 |       |       |       |       |       |       |       |       |       |       |       |       |       |       |       |       |       |       |        |       |
| Masters Grand Prix/ATP Tour World Championships | Masters Grand Prix/ATP Tour World Championships | A     | A     | A     | A     | A     | A     | RR    | A     | RR    | SF    | SF    | A     | A     | A     | A     | A     | A     | A     | 0 / 4  | 8–6   |
| Masters Series                                  |                                                 |       |       |       |       |       |       |       |       |       |       |       |       |       |       |       |       |       |       |        |       |
| Indian Wells                                    | Indian Wells                                    | A     | A     | A     | A     | A     | A     | A     | QF    | F     | 1T    | QF    | QF    | A     | SF    | QF    | QF    | QF    | A     | 0 / 9  | 18–9  |
| Key Biscayne                                    | Key Biscayne                                    | A     | A     | A     | A     | A     | 1T    | 1T    | QF    | 1T    | SF    | QF    | QF    | A     | 2T    | 2T    | 1T    | 1T    | A     | 0 / 11 | 11–11 |
| Monte Carlo                                     | Monte Carlo                                     | A     | A     | A     | A     | A     | A     | QF    | 1T    | SF    | A     | SF    | 2T    | A     | SF    | 1T    | A     | A     | A     | 0 / 7  | 9–7   |
| Roma                                            | Roma                                            | A     | A     | A     | A     | A     | 1T    | V     | F     | 2T    | QF    | QF    | 2T    | A     | 2T    | A     | A     | A     | A     | 1 / 8  | 10–7  |
| Amburgo                                         | Amburgo                                         | A     | A     | A     | A     | A     | 1T    | QF    | QF    | QF    | V     | F     | 2T    | NM1   | NM1   | NM1   | NM1   | NM1   | NM1   | 1 / 7  | 10–6  |
| Montréal / Toronto                              | Montréal / Toronto                              | A     | A     | A     | A     | A     | 1T    | QF    | 2T    | QF    | F     | F     | SF    | 1T    | 2T    | 2T    | QF    | A     | A     | 0 / 11 | 15–11 |
| Cincinnati                                      | Cincinnati                                      | A     | A     | A     | A     | A     | 1T    | F     | 2T    | 2T    | 2T    | QF    | 2T    | A     | 1T    | A     | 1T    | A     | A     | 0 / 9  | 5–9   |
| Madrid Stoccarda                                | Madrid Stoccarda                                | A     | A     | A     | A     | A     | A     | 1T    | QF    | QF    | SF    | 2T    | A     | A     | 2T    | A     | A     | A     | A     | 0 / 6  | 3–6   |
| Parigi                                          | Parigi                                          | A     | A     | A     | A     | A     | A     | V     | 1T    | QF    | 1T    | QF    | A     | QF    | 1T    | A     | SF    | A     | A     | 1 / 8  | 11–7  |
| Titoli                                          | Titoli                                          | 0 / 0 | 0 / 0 | 0 / 0 | 0 / 0 | 0 / 0 | 0 / 5 | 2 / 8 | 0 / 9 | 0 / 9 | 1 / 8 | 0 / 9 | 0 / 7 | 0 / 3 | 0 / 9 | 0 / 4 | 0 / 5 | 0 / 2 | 0 / 0 | 3 / 78 | N/A   |
| Vittorie-Sconfitte                              | Vittorie-Sconfitte                              | 0–0   | 0–0   | 0–0   | 0–0   | 0–0   | 0–5   | 16–6  | 9–9   | 10–8  | 12–7  | 14–9  | 9–7   | 3–3   | 8–9   | 4-4   | 7-5   | 2-2   | 0-0   | N/A    | 92–75 |
| Ranking                                         | Ranking                                         | 626   | 325   | 210   | 112   | 62    | 53    | 10    | 14    | 13    | 7     | 10    | 54    | 28    | 27    | 41    | 36    | 66    | 227   | N/A    | N/A   |